# Naroma weyenberghi
Naroma weyenberghi är en fjärilsart som beskrevs av Pieter Cornelius Tobias Snellen 1872. Naroma weyenberghi ingår i släktet Naroma och familjen tofsspinnare. Inga underarter finns listade i Catalogue of Life.